# Tro, hopp & kärlek
Tro, hopp & kärlek är ett svenskt dejtingprogram från 2015 som producerades av Jarowskij för visning i SVT. I programmet får tre präster och en pastor dejta under vägledning av programledaren Mark Levengood. Serien i sju delar hade premiär i SVT den 1 september 2015. Ett fristående pilotavsnitt hade dock redan visats den 30 mars 2015, där deltagarna presenterades och tittarna uppmanades att kontakta SVT om de var intresserade av att dejta deltagarna.

### Fotnoter
1. ↑  "Tro, hopp och kärlek" får ny säsong, Dagen, 11 december 2015, läs online.[källa från Wikidata]
2. 1 2  Svensk mediedatabas, läs online, läst: 23 februari 2019.[källa från Wikidata]
3. ↑  ”Tro, hopp och kärlek" får ny säsong”. Dagen. 11 december 2015. http://www.dagen.se/tro-hopp-och-karlek-far-ny-sasong-1.560092. Läst 11 januari 2017.
4. ↑  ”SVT1 2015-09-01”. Svensk mediedatabas. 1 september 2015. https://smdb.kb.se/catalog/id/003607703. Läst 11 januari 2017.
5. ↑  ”SVT1 2015-03-30”. Svensk mediedatabas. 30 mars 2015. https://smdb.kb.se/catalog/id/003573385. Läst 11 januari 2017.